# Sanmen Zhou
Sanmen Zhou (kinesiska: 三门洲) är en ö i Kina. Den ligger i provinsen Guangdong, i den södra delen av landet, omkring 140 kilometer sydost om provinshuvudstaden Guangzhou.
Genomsnittlig årsnederbörd är 2 150 millimeter. Den regnigaste månaden är maj, med i genomsnitt 538 mm nederbörd, och den torraste är oktober, med 18 mm nederbörd.